# نوكليريا
النوكليريا (الاسم العلمي:Nuclearia) هي جنس من الطلائعيات تتبع فصيلة النوكليرية من رتبة النوكليريات.

## أنواع النوكليريا
- نوكليريا لوهمانية (الاسم العلمي:Nuclearia lohmanni)
- نوكليريا رقيقة (الاسم العلمي:Nuclearia delicatula)
- نوكليريا صفراء (الاسم العلمي:Nuclearia flavescens)
- نوكليريا مغلفة صفراء (الاسم العلمي:Nuclearia flavocapsulata)
- نوكليريا لوكارتية (الاسم العلمي:Nuclearia leuckarti)
- نوكليريا موبيوسية (الاسم العلمي:Nuclearia moebiusii)
- نوكليريا شعاعية (الاسم العلمي:Nuclearia radians)
- نوكليريا حمراء (الاسم العلمي:Nuclearia ruber)
- نوكليريا بسيطة (الاسم العلمي:Nuclearia simplex)
- نوكليريا بترسونية (الاسم العلمي:Nuclearia pattersonii)
- نوكليريا أليفة الحرارة (الاسم العلمي:Nuclearia thermophila)